# Melinaea tachypetis
Melinaea tachypetis är en fjärilsart som beskrevs av Felder 1865. Melinaea tachypetis ingår i släktet Melinaea och familjen praktfjärilar. Inga underarter finns listade i Catalogue of Life.